# Дея (станція)
Дея (рос. Дея) — залізнична станція  у Завітінському районі Амурської області Російської Федерації. Розташоване на території українського історичного та етнічного краю Зелений Клин.
Входить до складу муніципального утворення Преображенівська сільрада. Населення становить 22 особи (2018).

## Історія
Заснована у 1912 році як залізничний роз'їзд № 31. З 1935 року носить сучасну назву.
З 20 жовтня 1932 село року ввійшло до складу новоутвореної Амурської області.
З 1 січня 2006 року входить до складу муніципального утворення Преображенівська сільрада.

## Населення
| 2002 | 2010 | 2012 | 2013 | 2014 | 2015 | 2016 |
| ---- | ---- | ---- | ---- | ---- | ---- | ---- |
| 175  | ↘25  | ↗27  | ↗28  | ↘26  | ↘25  | ↘21  |
| 2017 | 2018 |      |      |      |      |      |
| →21  | ↗22  |      |      |      |      |      |